# Wirbelwind
El Flakpanzer IV Wirbelwind (torbellino, en alemán) fue un vehículo blindado antiaéreo alemán utilizado durante la Segunda Guerra Mundial.

## Historia
Estaba basado en el chasis del tanque Panzer IV al que se le había reemplazado su torreta estándar por una con un cañón antiaéreo cuádruple de 20 mm. Fue desarrollado en 1941 como sucesor del anterior antiaéreo autopropulsado "Möbelwagen".
En los primeros años de la guerra, el Heer (Ejército alemán) no estaba muy interesado en el desarrollo de un vehículo antiaéreo autopropulsado, ya que la Luftwaffe (Fuerza Aérea alemana) disponía de total superioridad aérea, pero como los Aliados desarrollaron y empezaron a utilizar aviones más potentes y en cantidades cada vez mayores, los alemanes se dieron cuenta de que no sólo debían tener cañones antiaéreos estacionarios, sino que también necesitarían cañones antiaéreos autopropulsados para proteger a las columnas de vehículos. A inicios del verano de 1940, el SS-Hauptsturmführer Karl Wilhelm Krause de la 12.ª División Panzer SS Hitlerjugend tuvo la idea del Flakpanzer IV Wirbelwind. Él presentó su idea al SS-Obersturmbannführer Max Wünsche, comandante del 12° Regimiento Panzer SS y esta fue aprobada por Hitler.
La torreta del Panzer IV fue retirada y reemplazada por una torreta abierta por la parte superior con forma nonagonal (9 lados), en la que se alojaba un cañón antiaéreo cuádruple Flakvierling 38 L/112,5 de 20 mm. Habría sido preferible una torreta cerrada, pero esto no era posible debido a las grandes cantidades de humo que generaba el arma. La forma de la torreta le hizo ganarse el apodo de Kekdose (lata de galletas, en alemán). La producción del tanque fue llevada a cabo por «Ostbau Werke» en Żagań, Silesia. Sin embargo, los proyectiles de 20 mm no resultaron ser suficientemete eficaces en combate y se produjo un sucesor con armamento más potente, que finalmente lo reemplazó. Conocido como Flakpanzer IV Ostwind (viento del este), el sucesor estaba armado con un solo cañón automático Flak 43 de 37 mm.
La combinación de blindaje y disparo rápido de los cuatro cañones del Wirbelwind lo hacía muy efectivo contra blancos terrestres ligeramente blindados, tales como camiones y automóviles blindados; los soldados eran particularmente vulnerables.
Entre 87 y 105 unidades fueron producidas a partir de chasis de Panzer IV reparados, pero debido a las discrepancias entre las cifras de producción registradas en Ostbau Werke y los registros de la Wehrmacht, el número exacto probablemente nunca se sabrá. En cualquier caso, muy pocos de estos antiaéreos estuvieron disponibles como para influir decisivamente en la guerra.

### Desarrollos relacionados
Desarrollo del Flakpanzer IV:
- Möbelwagen
- Wirbelwind
- Ostwind
- Kugelblitz